# اچ‌اس‌دابلیوام‌اس دریس‌تایتن
اچ‌اس‌دابلیوام‌اس دریس‌تایتن (به انگلیسی: HSwMS Dristigheten) یک کشتی دفاع ساحلی است که طول آن 86.87 m می‌باشد. این کشتی در سال ۱۹۰۰ ساخته شد.